# Andrzej Zieliński (lekkoatleta)

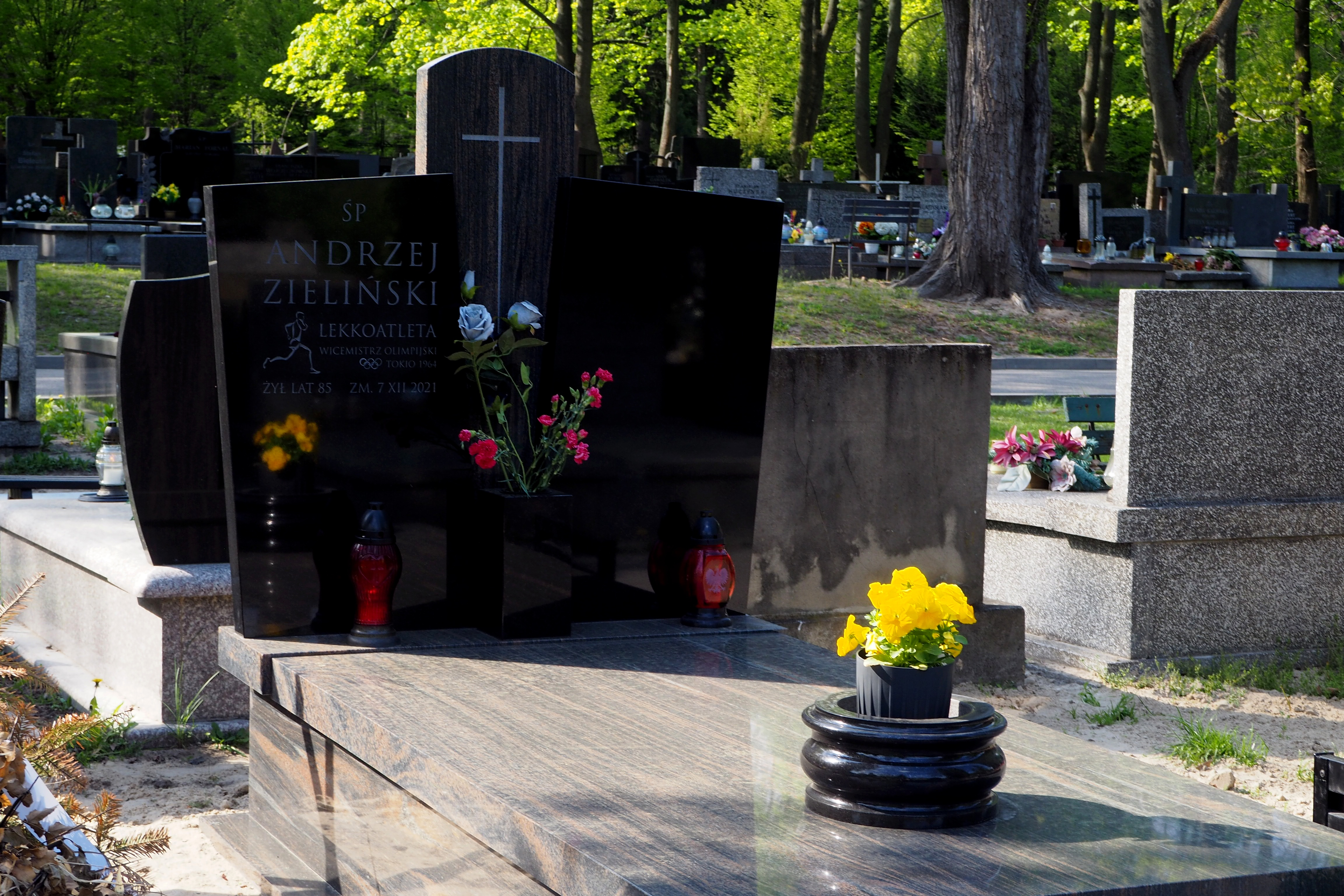
Grób Andrzeja Zielińskiego na Cmentarzu Wojskowym na Powązkach w Warszawie

Andrzej Franciszek Zieliński (ur. 20 sierpnia 1936 w Warszawie, zm. 7 grudnia 2021) – polski lekkoatleta, wicemistrz olimpijski.
Specjalizował się w sprincie. Zdobył srebrny medal w sztafecie 4 × 100 metrów podczas XVIII Letnich Igrzysk Olimpijskich w Tokio w 1964 (skład: Andrzej Zieliński, Marian Foik, Wiesław Maniak, Marian Dudziak). Podczas tych samych igrzysk startował też w biegu na 200 m dochodząc do ćwierćfinału.
Był także srebrnym medalistą VII Mistrzostw Europy w Belgradzie w 1962 roku w sztafecie 4 × 100 m (z Marianem Foikiem, Jerzym Juskowiakiem i Zbigniewem Syką).
Był czterokrotnie mistrzem Polski: na 100 metrów w 1959 i 1962, na 200 metrów w 1962 i w sztafecie 4 × 100 metrów w 1964. Startował w barwach Gwardii Warszawa.
Po zakończeniu kariery został trenerem.